# ケイトリン (プロレスラー)
ケイトリン（Kaitlyn、1986年10月7日 - ）はアメリカ合衆国の元ボディビルダーであり、プロレスラー。テキサス州ヒューストン出身。WWEに所属していた。

## 来歴
プロレスラーになる以前はボディビルダー、およびフィットネスモデルとして活躍した。2006年、19歳の時にフィットネスモデルとしてデビュー。2007年、NPCジョン・シャーマンクラシックコンテストに出場し、優勝。アーノルドクラシックコンテストにて5位受賞。2007年のマッスルマニア・スーパーボディの5位に入った。2008年、ハードフィットネス・カレンダーに掲載され、ミス・オクトーバーのニックネームをつけられる。2009年にはフレックス・マガジンの「 Hottie of the Day 」に選ばれた。
2010年7月にWWEとディベロップメント契約を交わし、セレスト（Celeste）というリングネームでFCWでデビュー。ハウスショーのビキニコンテストにてリングネームをリッキー・ボーン（Ricki Vaughn）に変更。トレーニングを中心としていたが、8月にNXTのシーズン3のルーキーであるはずだったアロイーシアが不祥事を起こして参加できなくなったために代理として参加することとなった。ヴィッキー・ゲレロをプロに迎え、リングネームをケイトリン（Kaitlyn）に変更。初めはヴィッキーの指示に忠実に動いていたが徐々に主従関係が崩れ始め、お互い罵り合うまでになってしまった。10月にはケイトリンがヴィッキーの恋人であったドルフ・ジグラーと不倫していたことがバレてしまい、大喧嘩となった。ヴィッキーとの抗争が奏を功したのかファン投票でも1位を継続して獲得し、代理出場ながら優勝を決めた。その後、SmackDown!でケリー・ケリーの相方ながら試合デビュー。2011年3月に入場曲付きでレイラと試合をしたが、それ以降試合ではなくスキットでの登場が多くなった。
2011年5月頃からSDの収録に登場するようになり、ナタリヤとAJと3人で活動。その後、ナタリヤがヒールターンした後は、AJとチック・バスターズというタッグチームを組んでいる。2012年になると、デリック・ベイトマンと恋人ギミックがつき、NXTの活動が主となる。AJは情緒不安定となり、なんどか救いの手を差し伸べたが、関係は崩壊した。その後しばらく、NXTやSuperstarsでの活動が中心だったが、8月に初のディーヴァズ王座への挑戦権を得る。しかし、イヴ・トーレスの策略により負傷欠場とされ、王座戦の機会を奪われる。その後も何度かイヴに挑戦するが、前述の負傷や、三つ巴戦でレイラも戦ったことでうまくいかず、王座奪取はできなかった。その後再度の抗争を経て、2013年1月14日のRAW20周年記念大会にて再びディーヴァズ王座に挑戦し、王者であるイヴに勝利して王座を獲得した。
5月、卑劣な工作もありAJに王座を奪われる。その後抗争を続けるが王座奪取ならず、出番も激減。12月、公式サイトにて婚約を発表する。
2014年1月、WWEの公式サイトにて退団することが発表された。

## 得意技
スピアー
フィニッシャー
ルーツ・ロック
フルネルソン・ボム
アトミック・ウェッジー・ボム
アトミック・ドロップの体勢からバックドロップへと移行する。
ドロップキック
スモールパッケージホールド

## 入場曲
- Bling My Thing
- Let's Go
- Spin the Bottle
- Higher

## 獲得タイトル
- NXT : シーズン3優勝
- ディーヴァズ王座 : 1回